# Горобець польовий
Горобе́ць польови́й (Passer montanus) — широко розповсюджений вид птахів родини горобцевих. Близький родич мешканця міст хатнього горобця, але в меншій мірі залежний від людини. Зустрічається на околицях населених пунктів, в покинутих селищах і поблизу від посівів зернових культур, садів і виноградників. У дикій природі поширений у світлих лісах, чагарниках і степу. Дещо менший за хатнього горобця, відрізняється від нього в першу чергу коричневим капелюшком на голові, виразними чорними плямами на білих щоках, значно меншим за розміром чорним «нагрудником» на горлі і комірцем білого пір'я з боків шиї.
На природоохоронний територіях поширений у національному парку «Кременецькі гори».
Зграйний птах, веде осілий або мандрівний спосіб життя. Ніколи не зустрічається на одному клаптику землі з більш забіякуватим хатнім горобцем, з яким конкурує. У місцях, де популяції обох видів перетинаються, польовий і хатній горобці тримаються порізно, хоч і по сусідству. Початково євразійський вид; був інтродукований в Північну Америку, Австралію і деякі острови Тихого океану. Гніздиться в дуплах дерев, старих норах птахів і ссавців, у населених пунктах під дахами будинків. Охоче займає дуплянки. Харчується рослинною і тваринною їжею. Звичайний, місцями численний вид.

## Опис

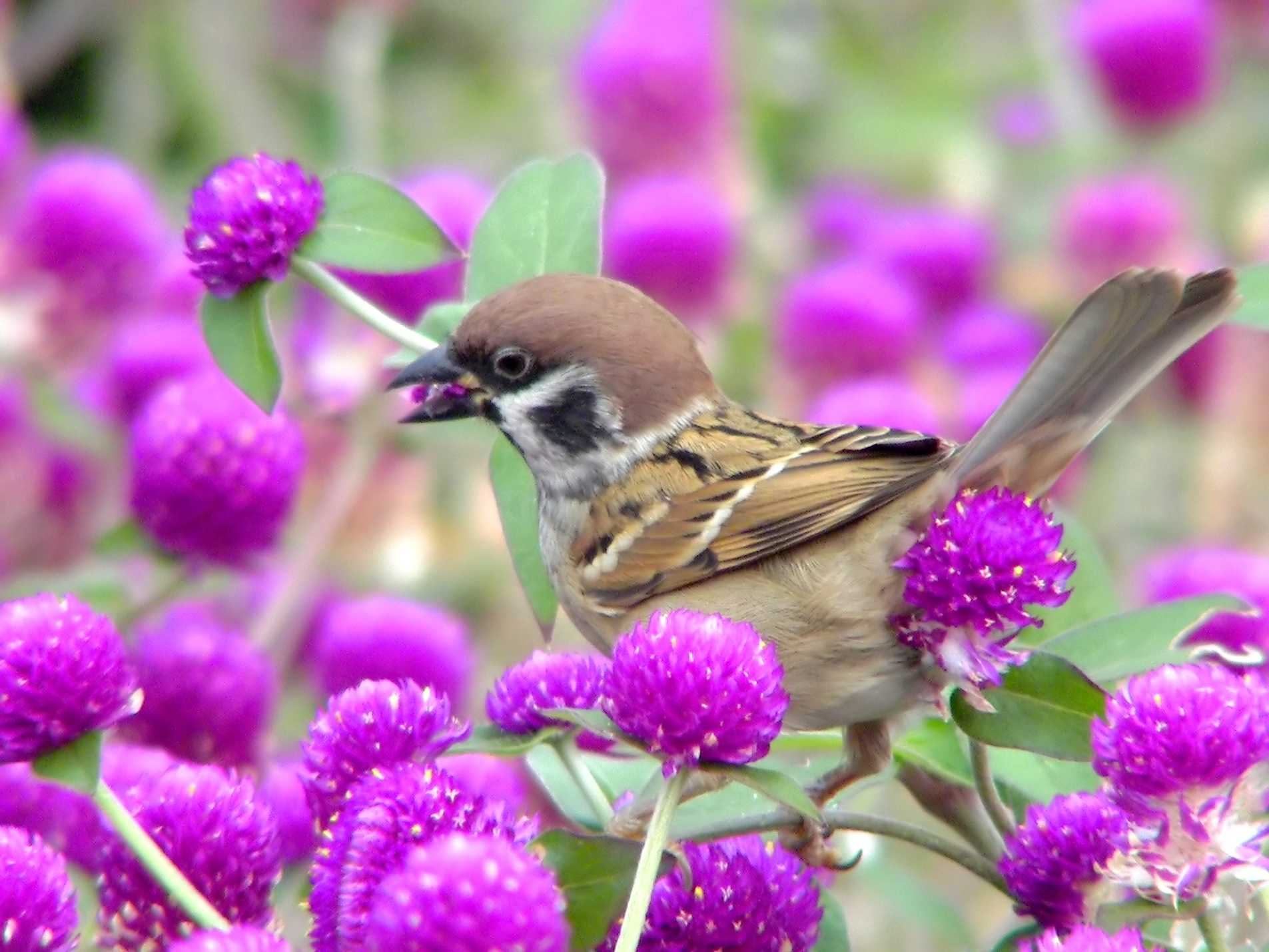
Горобець польовий

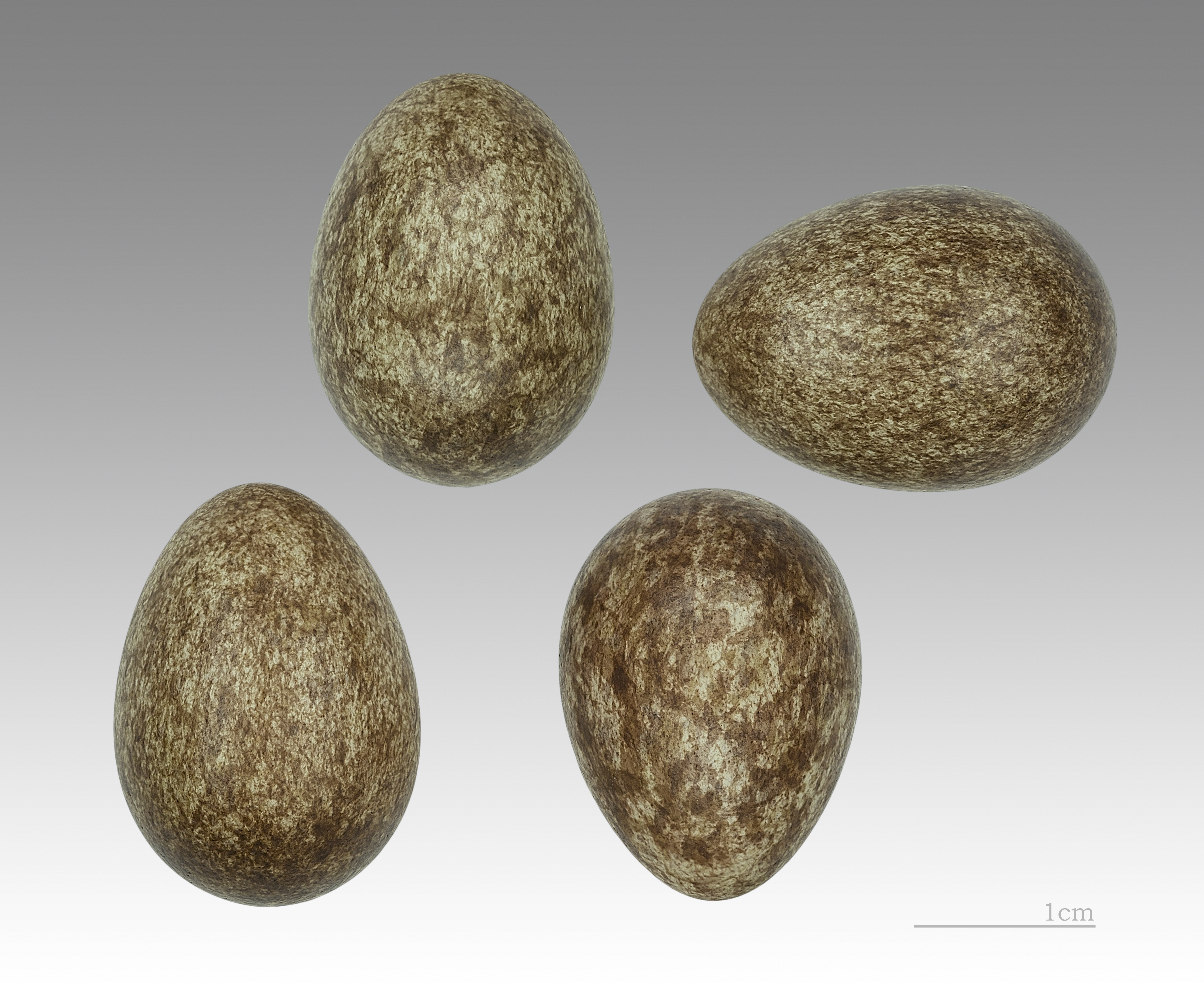
Яйця Passer montanus

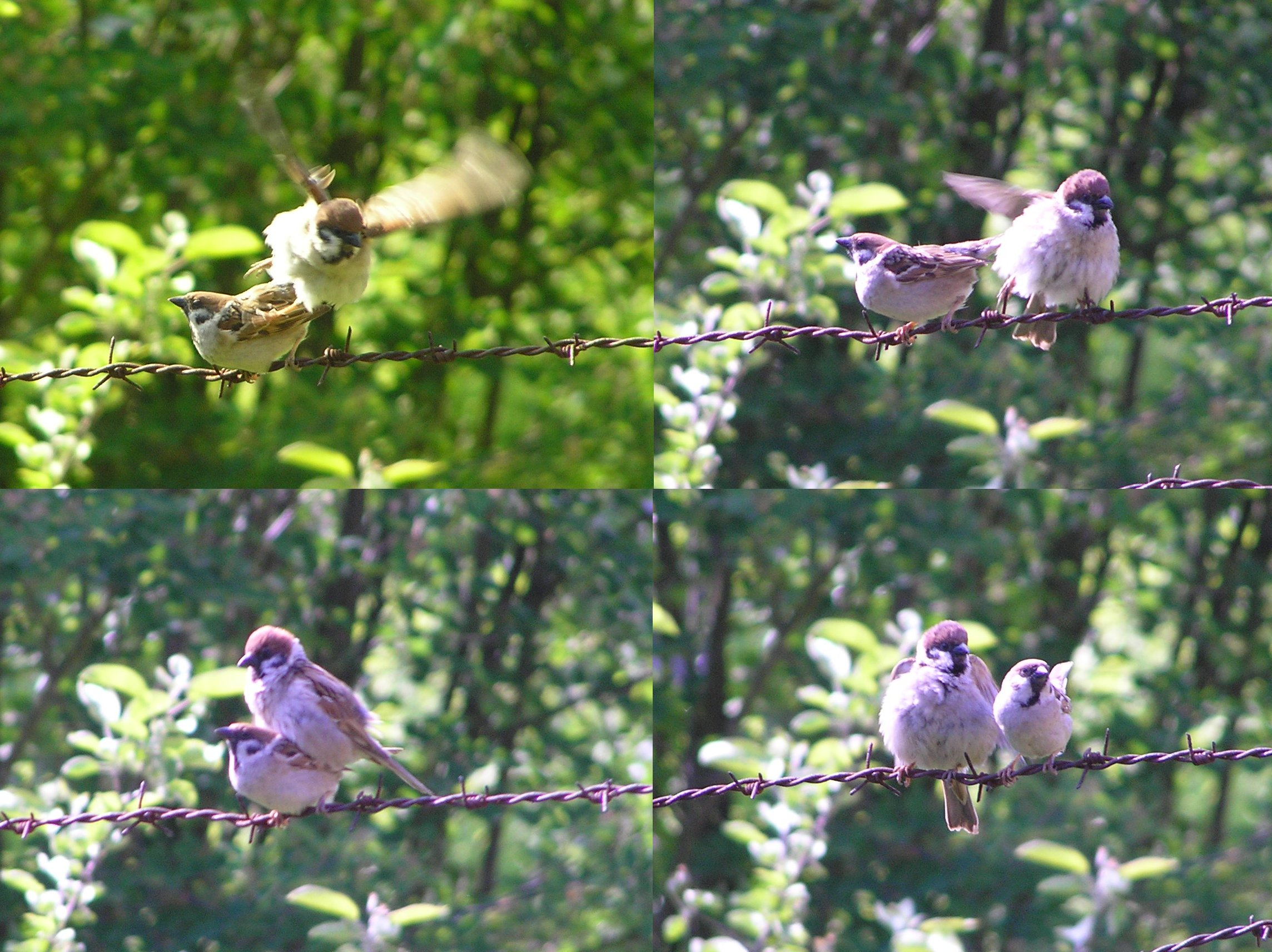
Спаровування

Дрібний, витончений горобець. Довжина тіла 12,5 — 14 см. Має зовнішню схожість з самцем хатнього горобця, з яким його поєднують буро-руда спина з широкими чорними смужками, білувате черево, чорні горло і вуздечка, а також біла смуга на крилі. Верх голови і потилиця каштанового кольору, щоки білі з виразною чорною плямою на криючих вухах. Передня частина шиї («нагрудник») теж чорний, проте на відміну від хатнього горобця пляма не така велика і не захоплює груди. Поперек і надхвістя вохристо-бурі. Крила темно-бурі з двома тонкими білими смужками на криючих (у будинкового горобця смуга одна). Черево сірувато-біле. Дзьоб влітку грифельно-сірий, взимку темніє і стає майже чорним. Райдужна оболонка кара.
Збоку зграйку польових горобців можна визначити по монотонності забарвлення, на відміну від добре вираженого статевого диморфізму у хатнього горобця самці і самки польового один від одного не відрізняються. Дуже схожі на дорослих і молоді птахи, виділяючись декілька блідішим оперенням і менш вираженим малюнком на голові. Вокалізація — характерне цвірінькання, у порівнянні з домовим горобцем швидше двоскладове, різке і більше гугняве. По землі пересувається стрибками.